# Девід Мастерд
Девід Мастерд (англ. David Mustard; нар. 29 грудня 1959) — колишній новозеландський тенісист.
Найвищу одиночну позицію світового рейтингу — 121 місце досяг 9 липня 1984, парну — 91 місце — 29 липня 1985 року.
Найвищим досягненням на турнірах Великого шолома було 3 коло в одиночному та парному розрядах.

## Титули на челленджерах

### Одиночний розряд: (1)
| Ранг | Рік  | Турнір                  | Покриття | Суперник | Рахунок       |
| ---- | ---- | ----------------------- | -------- | -------- | ------------- |
| 1.   | 1984 | Саттон, Велика Британія | Ґрунт    | Стів Шоу | 3–6, 6–4, 6–2 |

### Парний розряд: (3)
| Ранг | Рік  | Турнір                        | Покриття | Партнер         | Суперники                   | Рахунок       |
| ---- | ---- | ----------------------------- | -------- | --------------- | --------------------------- | ------------- |
| 1.   | 1984 | Тампере, Фінляндія            | Ґрунт    | Джонатан Сміт   | Ронні Ботман Лука Боттацці  | 6–3, 6–4      |
| 2.   | 1985 | Новий Ульм, Західна Німеччина | Ґрунт    | Джонатан Сміт   | Торе Мейнеке Ріккі Остертун | 6–3, 4–6, 6–4 |
| 3.   | 1986 | Нагоя, Японія                 | Тверде   | Расселл Сімпсон | Шейн Барр Скотт Маккейн     | 7–5, 5–7, 6–4 |